# 8-man After
8-man After (jap. エイトマン AFTER, Eitoman After, auch 8 Man After) ist ein als Original Video Animation veröffentlichter Anime von 1993, der auf der Mangaserie Eight Man von 1963 basiert. Zum Anime erschien ab 1994 auch eine eigene Manga-Serie.

## Inhalt
Der 8-Man, Cyborg und Helfer der Polizei, ist verschwunden. Mittlerweile stehen kybernetische Körperteile vielen zur Verfügung, doch führt dies dazu, dass Kriminelle sich Waffen in Körperteile einbauen lassen. Um mit diesen zu leben, benötigen sie Drogen, die sie aggressiv machen. So brechen bald Bandenkriege um die Kontrolle der Technologie und der Drogen aus. Der Detektiv Hazama Itsuru erhält den Auftrag, einen verschollenen Wissenschaftlers zu finden, der vermutlich von den Banden entführt wurde. Gemeinsam mit Sachiko, der Freundin des verschwundenen 8-Man, begibt er sich auf die Suche. Doch als sie ihn finden, kommt Itsuru im Kampf um. Der Wissenschaftler Dr. Tani stellt sich als Schöpfer von 8-Man heraus. Er kann den Geist Itsurus retten und in einen Cyborg einsetzen. So wird Itsuru zum neuen 8-man, der mit seinen übermenschlichen Kräften gegen die organisierte Kriminalität kämpft. Dabei bringen ihm die Erinnerungen an sein menschliches Vorleben jedoch Probleme und machen ihn unberechenbar. Zugleich ist die Not und Kriminalität wegen der aufgerüsteten Banden und der Drogen groß.

## Produktion und Veröffentlichung
Der Anime entstand unter der Regie von Yoriyasu Kogawa beim Studio J.C.Staff. Das Drehbuch schrieb Yasushi Hirano, das Charakterdesign entwarf Kenichi Ohnuki und für das Mechanical Design war Kunihiro Abe verantwortlich. Als Produzenten waren Koji Honda, Norihisa Abe und Shinji Komori verpflichtet. Dass die Produktion so lange nach der Veröffentlichung der Vorlage stattfand, liegt möglicherweise am Erfolg von Robocop einige Zeit zuvor, welcher ein ähnliches inhaltliches Konzept hat und vom Original-Eight Man beeinflusst wurde.
Die Kurzserie von vier Folgen mit jeweils 29 Minuten Länge erschien vom 21. August bis 22. November 1993 auf Video in Japan. Bei DF1 wurde der Anime erstmals auf Deutsch gezeigt, unter dem Titel Cyber Desperado. Später war er bei K-Toon im Programm von Premiere zu sehen. Eine englische Fassung erschien bei East2West Films in Großbritannien und wurde vom Sci-Fi Channel ausgestrahlt. Darüber hinaus gibt es koreanische, französische, spanische, arabische, portugiesische und phillippische Lokalisationen.

### Synchronisation
| Rolle            | japanischer Sprecher (Seiyū) |
| ---------------- | ---------------------------- |
| Hazama Itsuru    | Juurouta Kosugi              |
| Sam O’Conner     | Eiko Yamada                  |
| Tony Gleck       | Issei Futamata               |
| Sachiko Yokogawa | Mika Doi                     |

### Musik
Die Musik zur Kurzserie komponierte Hitoshi Miyata. Für die Abspanne der Folgen wurden die Lieder Eightman no Theme und Hohoemi no Mukougawa (微笑みの向こう側, letzte Folge), beide von Nobuyoshi Kuwano, verwendet.

## Manga
Im Magazin Weekly Shōnen Magazine des Verlags Kodansha erschien ab 1994 eine von Masahiro Suematsu gestaltete Manga-Umsetzung von 8-man After.

## Rezeption
Die Animania schreibt, die Designs seien „ansprechend modernisiert und erinnern an eine Mischung aus Michitaka Kikuchi und Yoshiaki Kawajiri, die Story ist ein actionreicher Cyberpunk-Krimi“. Die deutsche Fassung sei sowohl in Übersetzung als auch Leistung der Sprecher gelungen und die OVA könne man auch ohne Kenntnis der Vorlage verstehen.